# Tmetonyx acutus
Tmetonyx acutus is een vlokreeftensoort uit de familie van de Uristidae. De wetenschappelijke naam van de soort is voor het eerst geldig gepubliceerd in 1891 door Sars.